# 戸部尚実
戸部 尚実（とべ なおみ、1963年8月27日 - ）は、地方競馬の名古屋競馬場の調教師、元騎手（現役当時は川西毅厩舎所属）である。愛知県騎手会会長経験者でもある。

## 来歴
1983年3月31日付けで地方競馬騎手免許を取得。同年4月20日、名古屋競馬第3競走ミネノセイコーでレース初騎乗（11着）。同年5月6日、19戦目となる中京競馬第5競走でマルブツライフに騎乗し、初勝利を挙げる。
1988年9月18日、新潟競馬場で行われた第34回オールカマーでヒデノフアイターに騎乗し、中央競馬初騎乗（15頭立て7番人気14着）。
1993年9月20日に地方競馬通算500勝、2000年12月12日に地方競馬通算1000勝をそれぞれ達成。
2006年11月28日、名古屋競馬第11競走の香嵐渓特別（A3）をニシノフィクサーで優勝（9頭立て5番人気）し、地方競馬通算1500勝達成。
2007年9月20日、名古屋競馬第3競走（サラ3歳11組条件戦）をマヤノアシビで優勝（10頭立て1番人気）し、地方競馬通算1600勝達成。
2008年10月20日、名古屋競馬第10競走の子馬座特別（B1）をシンワエルシドで優勝（12頭立て1番人気）し、地方競馬通算1700勝達成。
2009年8月7日、笠松競馬第9競走の第15回高賀の森水杯（C2b特選）をワイルドヴィーナスで優勝（10頭立て2番人気）し、地方競馬通算1800勝達成。
2009年12月31日から2010年1月2日にかけ、名古屋競馬の重賞を3つ続けて勝利した。
2011年12月6日名古屋競馬第6競走をマリブビーチで制し、地方競馬通算2000勝を達成。
2016年9月21日名古屋競馬第2競走をエスプリベルテで制し、地方競馬通算2500勝を達成。
2022年11月11日、地方競馬全国協会より「令和4年度第2回調教師・騎手免許試験」の合格者が発表され、調教師免許に合格。同年11月25日の名古屋競馬場で騎手引退および新調教師紹介セレモニーが行われた。同年11月30日をもって騎手を引退、同年12月1日付で調教師免許が交付された。

## 受賞・表彰歴
- NARグランプリ・優秀騎手賞（1994年）[13]
- 名古屋競馬騎手リーディング3位（2009年）[14]

## 主な騎乗馬
- ラツキーイソハル（1987年クイーン特別、1990年マイル争覇）
- マルブツセカイオー（1994年東海菊花賞、全日本サラブレッドカップ、1995年オグリキャップ記念、東海菊花賞）
- ナガラダンディ（1998年新春盃、名港盃）
- マルブンシルバー（1999年ペガサスカップ）
- イケノエメラルド（1999年笠松・アラブダービー、名古屋・アラブ王冠、2000年グランドミックス、アラブギフ大賞典）
- ストロングライフ（2005年梅見月杯）
- ニシノフィクサー（2007年スプリング争覇）
- マサアンビション（2007年東海桜花賞、サマーカップ、笠松グランプリ）
- リスポンスフウジン（2008年新春盃）
- スギノブライアン（2009年MRO金賞）
- パラダイスラビータ（2009年ゴールドウィング賞、2010年新春ペガサスカップ）
- ヒシウォーシイ（2009年東海菊花賞）
- ハクシンフリーダム（2009年尾張名古屋杯）
- ディスパーロ（2010年新春盃）
- シンワコウジ（2010年尾張名古屋杯、名港盃）
- ラッキーサンライズ（2010年駿蹄賞）
- マヤノリュウジン（2010年MRO金賞）
- アポインホープ（2011年スプリングカップ）
- バンブーアズーリ（2011年尾張名古屋杯）
- アムロ（2011年東海ダービー）
- ベラトリックス（2011年クイーンカップ）
- スズカウインダー（2012年園田クイーンセレクション、クイーンカップ、MRO金賞）
- コスモエスプレッソ（2013年新春盃）
- クイックスター（2013年名古屋記念）
- リーダーズボード（2013年ゴールドウィング賞、2014年新春ペガサスカップ、駿蹄賞）
- ハナノパレード（2015年駿蹄賞）
- ピンクドッグウッド（2016年東京2歳優駿牝馬）
- ブンブンマル（2021年新春ペガサスカップ、中京ペガスターカップ）
- ノーブルサターン（2021年梅見月杯）
- ナムラマホーホ（2021年名港盃、東海菊花賞）

出典: